# Artibeus cinereus
Artibeus cinereus (Gervais, 1856) è un pipistrello della famiglia dei Fillostomidi diffuso nell'America meridionale.

## Descrizione

### Dimensioni
Pipistrello di piccole dimensioni, con la lunghezza totale tra 48 e 59 mm, la lunghezza dell'avambraccio tra 37 e 42 mm, la lunghezza del piede tra 10 e 13 mm, la lunghezza delle orecchie tra 16 e 18 mm e un peso fino a 15,4 g.

### Aspetto
La pelliccia è corta, densa, soffice e si estende dorsalmente sulla metà dell'avambraccio. Le parti dorsali sono marroni scure, mentre le parti ventrali sono marroni chiare. Il muso è corto e largo. La foglia nasale è allungata e lanceolata. Due strisce chiare sono presenti su ogni lato del viso, la prima si estende dall'angolo esterno della foglia nasale fino a dietro l'orecchio, mentre la seconda, talvolta assente, parte dall'angolo posteriore della bocca e termina alla base del padiglione auricolare. Il labbro inferiore ha una verruca al centro circondata da altre piccole verruche. Le orecchie sono corte, larghe e arrotondate. Il trago ha tre piccole dentellature sul bordo posteriore. Le membrane alari sono marroni scure e attaccate posteriormente alla base dell'alluce. È privo di coda, mentre l'uropatagio è ridotto ad una sottile membrana lungo la parte interna degli arti inferiori ed è ricoperto di peli. Il calcar è corto ma distinto. Sono presenti 2 molari su ogni semi-arcata dentaria. Il cariotipo è 2n=30-31 Fna=56.

## Biologia

### Comportamento
Si rifugia in piccoli gruppi sopra palme e altri tipi di alberi tropicali. Probabilmente costruisce piccole tende con grandi foglie di alberi come il banano.

### Alimentazione
Si nutre di frutta.

### Riproduzione
Femmine gravide sono state catturate in febbraio, altre che allattavano in marzo nello stato brasiliano del Pará.

## Distribuzione e habitat
Questa specie è diffusa nel Venezuela orientale, Guyana, Suriname, Guyana francese, Brasile occidentale e Perù sud-orientale.
Vive nelle foreste pluviali primarie, foreste decidue, nelle piantagioni, giardini e nelle savane fino a 350 metri di altitudine.

## Conservazione
La IUCN Red List, considerato il vasto areale e la tolleranza alle modifiche ambientali, classifica A.cinereus come specie a rischio minimo (Least Concern)).